# TUI Airways
TUI Airways (zuvor im Außenauftritt Thomson Airways) ist eine britische Fluggesellschaft mit Sitz in Luton und Basis auf dem London Luton Airport. Sie ist ein Tochterunternehmen der TUI AG und Mitglied des Konzernverbundes TUI Airlines.

## Geschichte
Mit dem Zusammenschluss der Reise-Unternehmenssparte der TUI AG und dem britischen Reiseveranstalter First Choice Holidays im September 2007 entschloss man sich im Mai 2008, die beiden Fluggesellschaften Thomsonfly von TUI und First Choice Airways von First Choice zu vereinen. Am 1. November 2008 begann die Fusion und wurde bis zum 1. Mai 2009 abgeschlossen.
Ende 2012 stellte Thomson Airways eine neue Bemalung ihrer Flugzeuge vor. Nach Corsair International weicht nun auch diese Gesellschaft vom übergreifenden Designschema der TUI Airlines ab.
Am 30. Mai 2013 erhielt Thomson Airways ihre erste Boeing 787-8 zur Modernisierung und Erweiterung der Langstreckenflotte.
Wie im Mai 2015 bekannt wurde, sollten in Zukunft alle Fluggesellschaften des Konzernverbundes (bis auf Corsair International, die verkauft werden sollte) unter dem neuen Einheitsnamen TUI auftreten. Die Änderung erfolgte einerseits aus Marketingüberlegungen, andererseits ließen sich Personal und Flugzeuge so zukünftig einfach innerhalb des ganzen Konzernverbundes einsetzen.
Am 2. Oktober 2017 wurde Thomson Airways in TUI Airways umbenannt.

## Flugziele
TUI Airways bedient von mehreren britischen Flughäfen aus Urlaubsziele mit Fokus auf Südeuropa und Nordafrika sowie der Karibik. Weitere Destinationen sind zudem beispielsweise die Malediven und Mexiko.

## Flotte
Mit Stand April 2025 besteht die Flotte der TUI Airways aus 68 Flugzeugen mit einem Durchschnittsalter von 9,6 Jahren:
| Flugzeugtyp      | aktiv | bestellt | Anmerkungen                                                                  | Sitzplätze (Economy+/Economy) | Durchschnittsalter |
| ---------------- | ----- | -------- | ---------------------------------------------------------------------------- | ----------------------------- | ------------------ |
| Boeing 737-800   | 32    |          | mit Winglets ausgestattet; vier inaktiv; fünf betrieben für Sunwing Airlines | 189 (-/189)                   | 13,5 Jahre         |
| Boeing 737 MAX 8 | 23    |          |                                                                              | 189 (-/189)                   | 04,2 Jahre         |
| Boeing 787-8     | 08    |          | eine inaktiv                                                                 | 300 (47/253) 325 (-/325)      | 11,1 Jahre         |
| Boeing 787-9     | 05    |          |                                                                              | 345 (63/282)                  | 06,8 Jahre         |
| Gesamt           | 68    | -        |                                                                              |                               | 09,6 Jahre         |

Mit Stand vom 30. Juni 2024 sind von TUI Airlines 39 Boeing 737 Max bestellt. Die Aufteilung in Varianten sowie die Verteilung an die Airlines ist noch nicht bekannt.

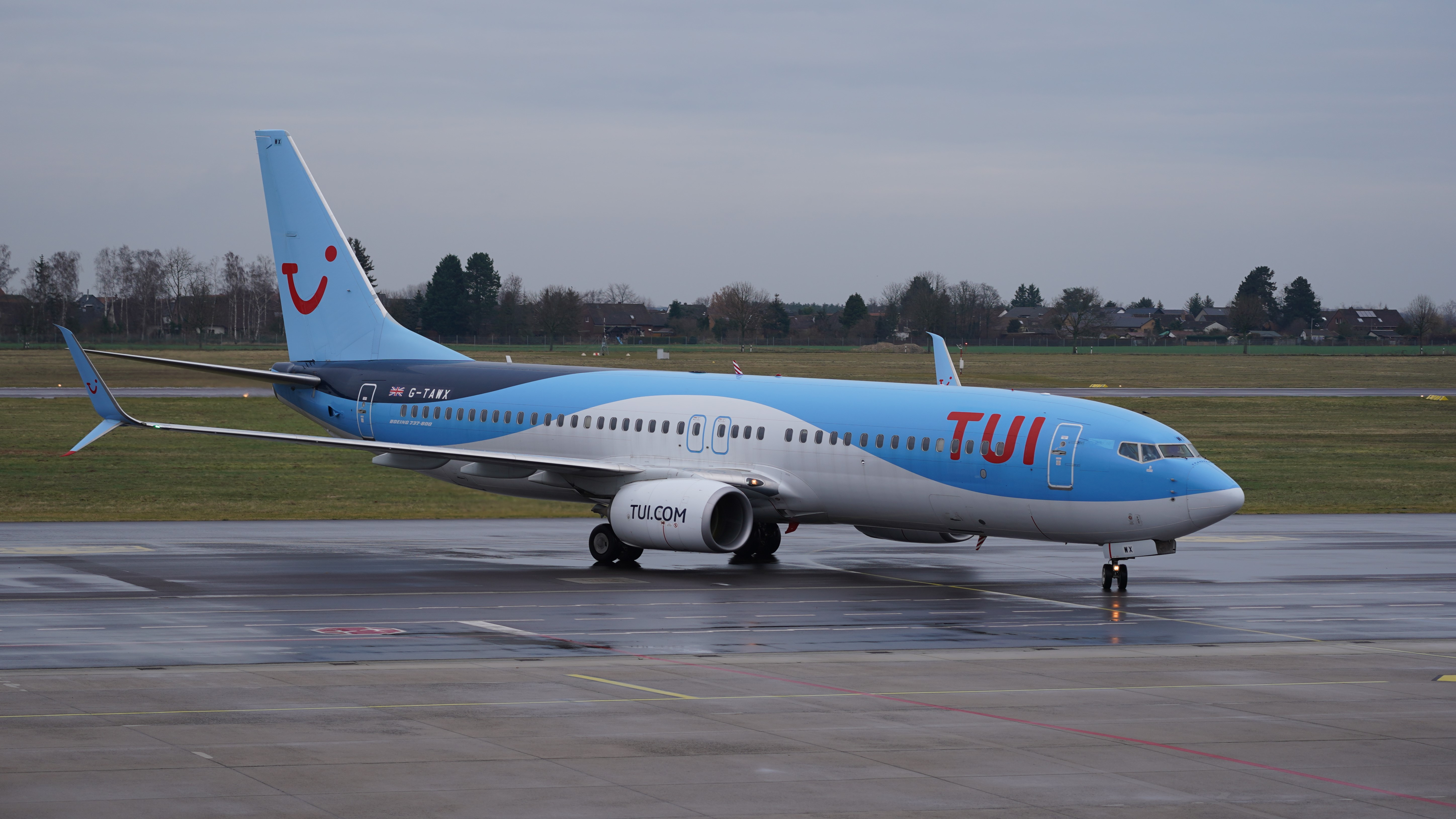
Boeing 737-800
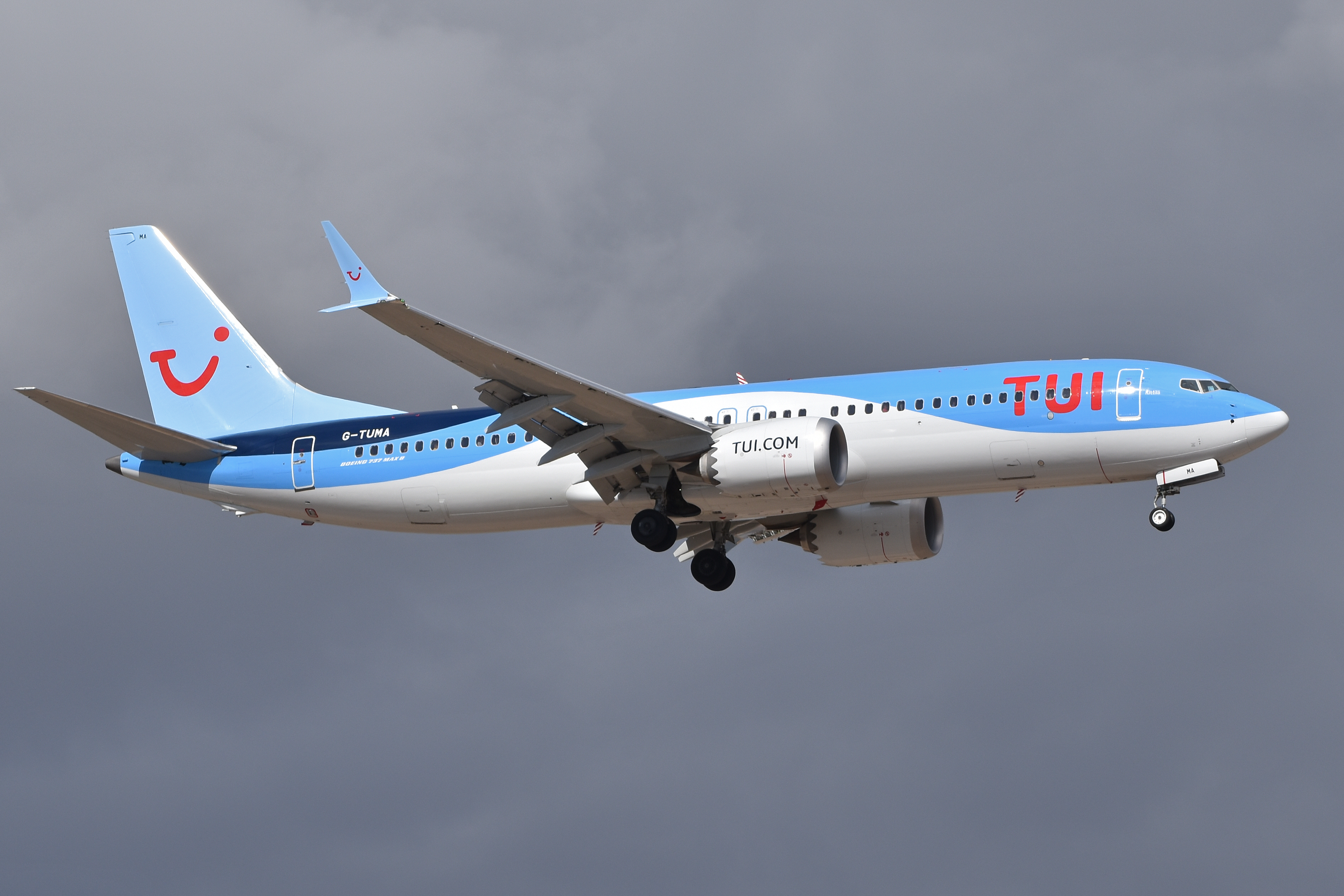
Boeing 737-8 MAX
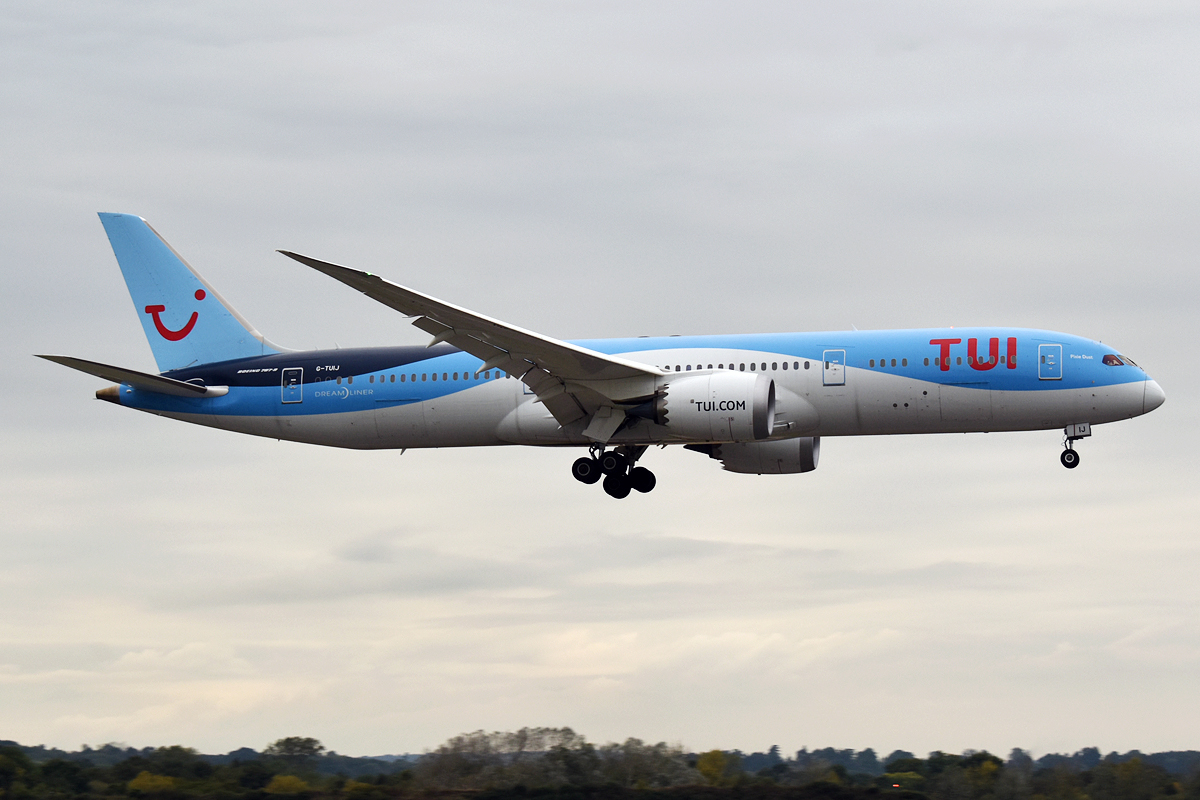
Boeing 787-9

### Ehemalige Flugzeugtypen

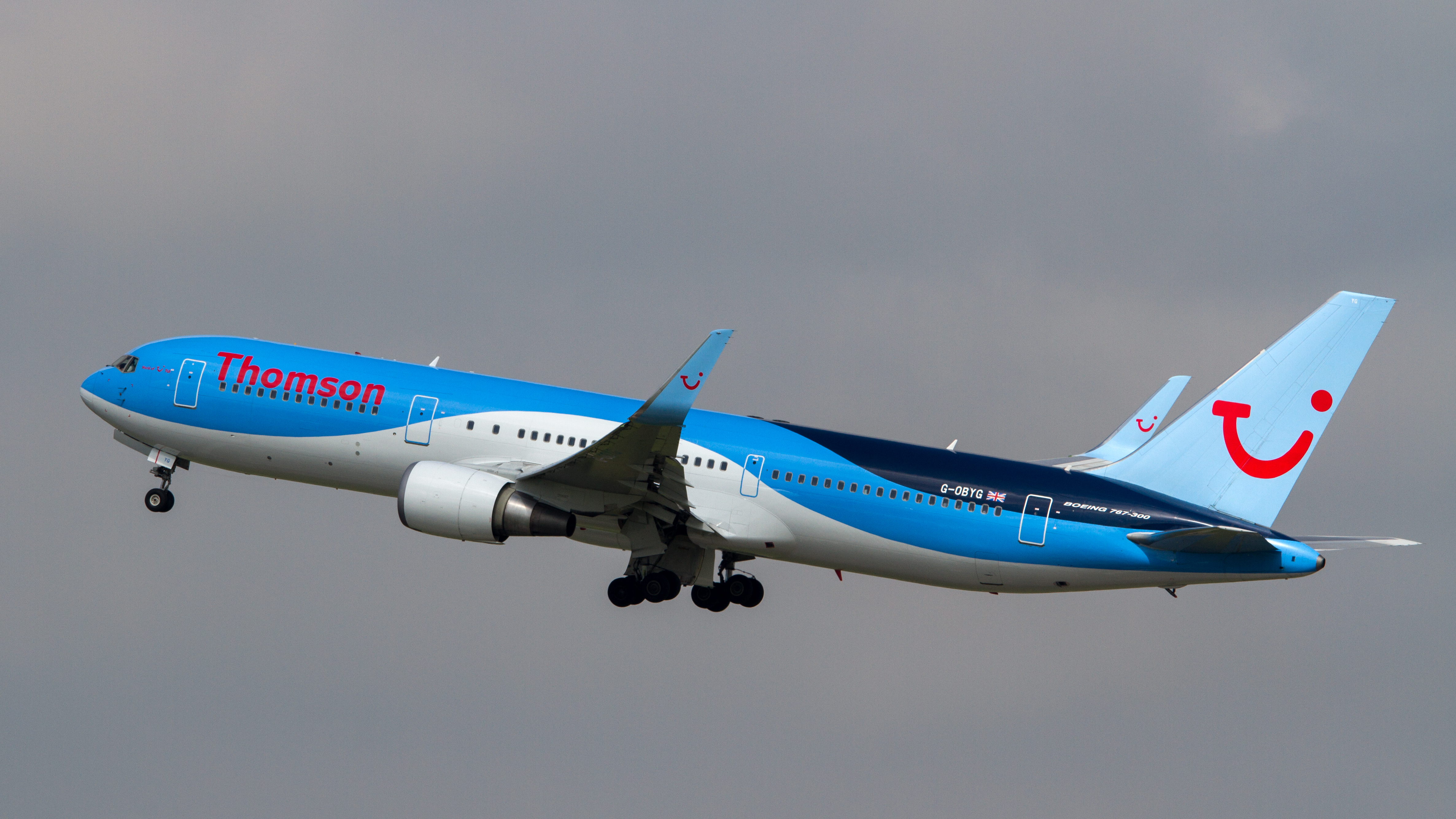
Ehemalige Boeing 767-300ER der Thomson Airways

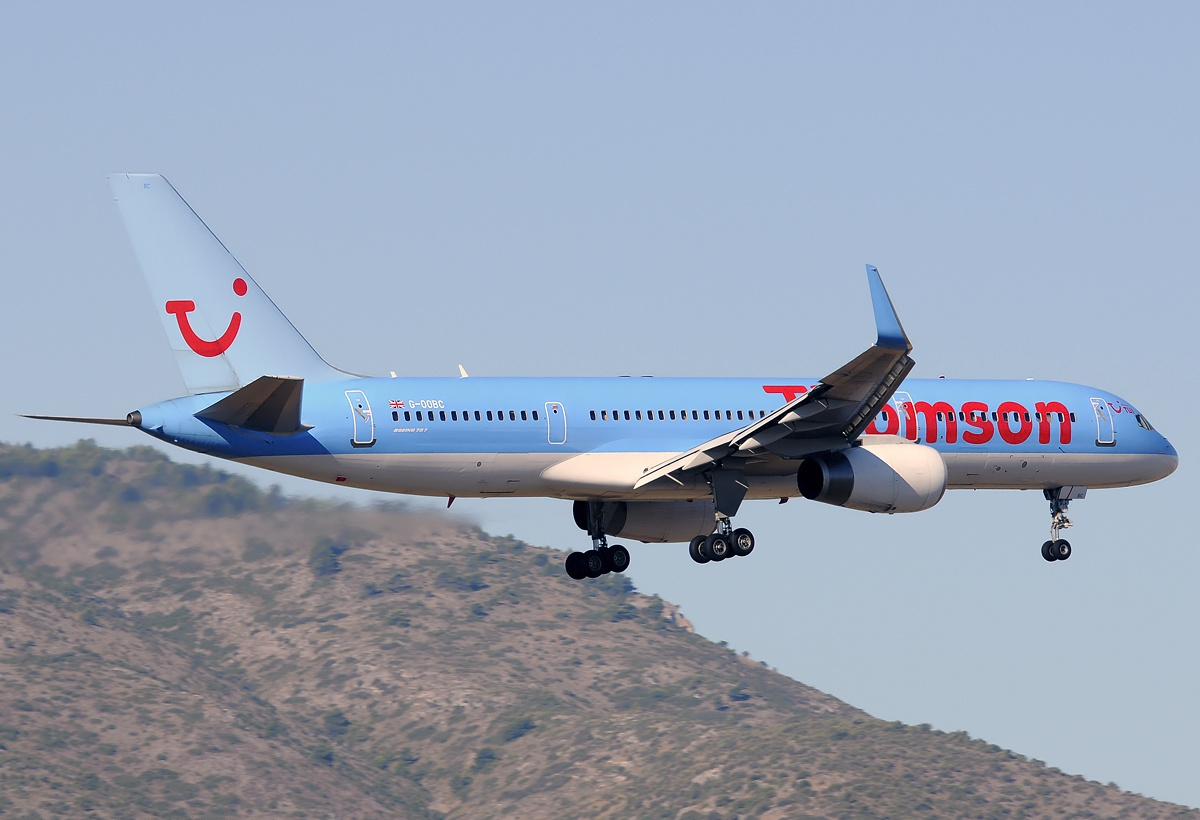
Ehemalige Boeing 757-200 der Thomson Airways

- Boeing 757-200
- Boeing 767-300ER

### Ehemalige Sonderbemalungen
| Flugzeugtyp    | Luftfahrzeugkennzeichen | Bemalung                | Zeitraum                       | Verbleib des Flugzeuges        | Bild |
| -------------- | ----------------------- | ----------------------- | ------------------------------ | ------------------------------ | ---- |
| Boeing 737-800 | G-FDZG                  | „Family Life Hotels“    | März 2016 bis Januar 2020      | an Belavia als EW-544PA        |      |
| Boeing 737-800 | G-TUKN                  | „Robinson Club Resorts“ | Februar 2021 bis November 2022 | an Transavia France als F-HUYT |      |